# Kim Yong-Sik
Kim Yong-Sik (25 tháng 7 năm 1910 - 8 tháng 3 năm 1985) là một cầu thủ bóng đá người thuộc Đại Hàn Dân Quốc(Hàn Quốc).

## Đội tuyển bóng đá quốc gia Nhật Bản
Kim Yong-Sik thi đấu cho ĐTQG Nhật từ năm 1936 đến 1940 trước khi quay trở lại Triều Tiên và phục vụ cho đội tuyển Đại Hàn rồi chuyển qua công tác huấn luyện(Ông từng cùng Nhật tham dự Olympic 1936 và là huấn luyện viên vô địch Asian Cup 1960).

## Thống kê sự nghiệp
| Đội tuyển bóng đá Nhật Bản | Đội tuyển bóng đá Nhật Bản | Đội tuyển bóng đá Nhật Bản |
| Năm                        | Trận                       | Bàn                        |
| -------------------------- | -------------------------- | -------------------------- |
| 1936                       | 2                          | 0                          |
| 1937                       | 0                          | 0                          |
| 1938                       | 0                          | 0                          |
| 1939                       | 0                          | 0                          |
| 1940                       | 1                          | 0                          |
| Tổng cộng                  | 3                          | 0                          |